# کانون وکلای دادگستری آمریکا
کانون وکلای دادگستری آمریکا (به انگلیسی: American Bar Association) یک نهاد غیردولتی و داوطلبانه است که در سال ۱۸۷۸ میلادی در ایلینویز تأسیس شده و اعضای آن را وکلای دادگستری و دانشجویان حقوق در ایالات متحده تشکیل می‌دهند؛ در سال ۲۰۱۷ تعداد اعضای این کانون وکلا ۱۹۴۰۰۰ نفر اعلام شده است. این کانون وکلا برخلاف سایر کانون‌های وکلای دادگستری ایالتی در آمریکا، هیچ‌گونه صلاحیتی در اعطای پروانه وکالت و دیگر اختیارات کانون‌های وکلای ایالتی ندارد و عمدتاً در زمینهٔ تعیین سیاست‌ها و معیارهای درسی دانشکده‌های حقوق و تدوین منشورهای اخلاقی مربوط به وکالت در ایالات متحده فعالیت می‌نماید.